# Piotr Borowski (aktor)
Piotr Borowski (ur. 8 marca 1977 w Libii) – polski aktor teatralny i filmowy.

## Życiorys
Uczęszczał do włoskiej szkoły w Libii, następnie do LXXVII Liceum Ogólnokształcącego w Warszawie. W 1996 rozpoczął studia na Akademii Teatralnej, które ukończył cztery lata później. W 2002 przez jeden semestr studiował na Chrześcijańskiej Akademii Teologicznej. W repertuarze teatralnym występuje w bardzo różnorodnych rolach, do filmu jest angażowany najczęściej jako aktor charakterystyczny. Należy do najbardziej sprawnych fizycznie polskich aktorów, uprawiając boks tajski, brazylijskie ju-jitsu, capoeirę, jazdę na rolkach, karate, pływanie, aikido, shootfighting, strzelectwo, szermierkę, tenis, windsurfing i żeglarstwo. Przygotowując się do jednej z ról, nauczył się tańczyć tango argentyńskie.
Do 2002 występował jako Piotr Mostafa. Jego bratem jest Marcin Mostafa, warszawski architekt i scenograf. Jego ojciec pochodzi z Iraku.

## Filmografia
- 1999: Skok jako Marian
- 2000: Miodowe lata jako Kostas (odc. 68)
- 2000: 13 posterunek 2 jako Don Alfonso (odc. 28)
- 2001: Rodzina zastępcza jako Turek (odc. specjalny)
- 2001−2002: Quo vadis jako Pitagoras
- 2002–2009: Klan jako Mikołaj Vujkovic
- 2002: Superprodukcja jako delegat kaukaski
- 2003: Powiedz to, Gabi jako mechanik
- 2003: Psie serce jako Fabio (odc. 12)
- 2003: Kasia i Tomek jako Muhamed (tylko głos, seria II, odc. 11)
- 2004: Dziki jako Bośniak, płatny zabójca
- 2005: PitBull jako Zoro Szembeka
- 2005: Pitbull jako Zoro Szembeka
- 2005: Samo życie jako zagraniczny biznesmen
- 2005: Kryminalni jako Czesiek (odc. 24)
- 2005: Egzamin z życia jako pracownik Karola Chełmickiego
- 2005: Pensjonat pod Różą jako Ajman (odc. 88 i 89)
- 2005–2006: Tango z aniołem jako Wajs
- 2006: Ranczo jako Jerry, przedstawiciel Unii Europejskiej (odc. 12)
- 2006: Francuski numer jako Siergiej
- 2006–2008: Fala zbrodni jako Rafael Ribeiro
- 2007: Niania jako ochroniarz (odc. 61)
- 2007: Hela w opałach jako Włoch (odc. 38)
- 2008: Skorumpowani jako Andriej
- 2008: Skorumpowani jako Andriej
- 2008: Lejdis jako Portugalczyk
- 2008: Kryminalni jako snajper (odc. 99)
- 2008: Trzeci oficer jako Daoud (odc. 1)
- 2008: Plebania jako Kamil (odc. 1114-1116)
- 2008: Londyńczycy jako Rumun (odc. 3 i 9)
- 2009: Naznaczony jako Afgan
- 2009: Ojciec Mateusz jako Raszid Ahir (odc. 24)
- 2009: Handlarz cudów jako Czarny
- 2009–2010: Barwy szczęścia jako profesor Antonio Casalli, były kochanek Julii Zwoleńskiej[4]
- 2010: Siedem minut jako Czarny
- 2010: Hotel 52 jako fotograf (odc. 6)
- 2011: Wiadomości z drugiej ręki jako Łukasz kierownik produkcji w PL.24
- 2011: Los numeros jako realizator Ksawery
- 2011: Ojciec Mateusz – Konstantin Deleanu (odc. 88)
- 2012: Pierwsza miłość jako Antonio Bennie
- 2012: Prawo Agaty jako prokurator Morąg (odc. 27)
- 2012: Piąty Stadion jako Grek (odc. 55)
- 2014: M jak miłość jako Janusz Rawicz
- 2014: To nie koniec świata jako szef klubu (odc. 16)
- 2014: Komisarz Alex jako Boyko Kryński (odc. 70)
- 2015: Nie rób scen jako Robert Kulka (odc. 6)
- 2016: Komisja morderstw jako Abu Halib (odc. 5)
- 2016: Przyjaciółki – jako Marek (odc. 79)
- 2017–2018: Cisza nad rozlewiskiem jako mecenas Wawrzecki
- 2018: Via Carpatia – jako Piotr
- 2019: Żmijowisko – jako Marcin, prezes stacji telewizyjnej (odc. 3)
- 2019: Sługi wojny jako agent wywiadu
- 2019: Ojciec Mateusz jako Adam Witko (odc. 284)
- 2019: Na dobre i na złe jako Darek, partner Marii Kosińskiej (odc. 728)
- 2019: Młody Piłsudski jako psychiatra Iwan Szabasznikow (odc. 9)
- 2019–2023: Barwy szczęścia jako doktor Zbigniew Stawicki
- 2020: Zawsze warto jako Sergio (odc. 20, 21)
- 2021: Brzydula 2 jako Francesco Capone
- 2021: Komisarz Mama jako Mariusz Krynicki (odc. 16)
- 2022: Noc w przedszkolu jako  Hamza
- 2024: Komisarz Alex jako Dariusz Janicki (odc. 274)

## Występy na deskach teatrów
- Akademia Teatralna w Warszawie
  - Adam Mickiewicz, Dziady zbliżenia, reż. Maciej Prus (1999) jako Frejend
  - William Shakespeare, Dwaj panowie z Werony, reż. Piotr Cieplak (2000) jako książę Mediolanu
  - Anton Czechow, Mewa, reż. Agnieszka Glińska (2000) jako Eugeniusz Dorn
  - Lady M. Szkice z Makbeta, na motywach sztuki Williama Szekspira, reż. Natalia Babińska, 2005, jako Makbet[5]
- Teatr Rozmaitości w Warszawie w latach 1999–2001
  - William Shakespeare, Hamlet, reż. Krzysztof Warlikowski (1999) jako Horacjo
- Teatr Studio w Warszawie w latach 2001 i 2003
  - Peter Handke, Godzina, w której nie wiedzieliśmy nic o sobie nawzajem, reż. Zbigniew Brzoza (2001) jako Charon[6]
  - Peter Shaffer, Amadeusz, reż. Zbigniew Brzoza (2003) jako Karl
- Teatr Narodowy w Warszawie w latach 2002–2004
  - Arystofanes, Żaby, reż. Zbigniew Zamachowski (2002) jako strażnik Heraklesa
  - Stanisław Ignacy Witkiewicz, Kurka Wodna, reż. Jan Englert (2002) jako Lokaj (gościnnie)
- Teatr im. Stefana Jaracza w Olsztynie w 2004
  - William Shakespeare, Romeo i Julia, reż. Piotr Szczerski, jako Romeo
- 2004–2005 grał gościnnie w Teatrze Stara Prochownia w Warszawie
  - Paula Vogel, Ich siedmioro, reż. Karolina Szymczyk (2004) jako Piotr[7]
  - Marta Grzechowiak, Psychotest, czyli lovematopea, reż. Włodzimierz Kaczkowski i Karolina Szymczyk (2004) jako Rafał[8]
- Scena Inicjatyw Artystycznych ZASP w Warszawie
  - William Shakespeare, Henryk IV, reż. Jan Kulczyński (2005) jako Hotspur i in.[9]
- Od 2008 współpracuje z Teatrem „Polonia” Krystyny Jandy w Warszawie
  - Przemysław Wojcieszek, Miłość ci wszystko wybaczy, reż. Przemysław Wojcieszek (2008) jako Kuba
- Teatr Telewizji
  - Władysław Terlecki, Śmierć w Tyflisie, reż. Maciej Dejczer (1997) jako Malarz szyldów
  - Leon Schiller, Pastorałka, reż. Laco Adamik (2006) jako Melchior i Sąsiad.

### Etiudy szkolnePWSFTviT
- Patrzę (2001), reż. Marcin Mostafa[10]
- Kinodrama, operator Jakub Łubniewski (2002) jako Gangster
- Ślad, reż. Grzegorz Muskała (2003) jako pan młody
- Smuga cienia, operator Maciej Majchrzak (2005) jako ksiądz

### Filmy oświatowe
- Beata i śmieci, miniserial telewizyjny o tematyce ekologicznej (2003)[11]

### Polski dubbing
- 2001: Harry Potter i Kamień Filozoficzny – Olivier Wood
- 2001–2003: Aparatka
- 2002: Harry Potter i Komnata Tajemnic – Olivier Wood

## Książki mówione
- W latach 2001–2002 był lektorem książek nagranych na kasetach przez Zakład Nagrań i Wydawnictwo Polskiego Związku Niewidomych: Pierre Gripari, Opowieści z ulicy Broca; Julita Grodek, Opowiadania ze Starego Domu; Wilhelm Hünerman, Ignis ardens. Opowieść o Piusie X, oraz dwie książki Anny Onichimowskiej: Daleki rejs i Gdzie jesteś, tatusiu?.
- Nagrał na płytach CD w formacie MP3 książki mówione dla dzieci i młodzieży autorstwa Anny Onichimowskiej, Gdzie jesteś, tatusiu?, Storybox.pl, 2009, ISBN 978-83-61592-40-2[12] i Daleki rejs[13].